# Sei parte di me
Sei parte di me è un singolo del gruppo musicale italiano Zero Assoluto, pubblicato il 30 giugno 2006 dalla Baraonda Edizioni Musicali.

## Descrizione
Con questo brano gli Zero Assoluto hanno partecipato al Festivalbar 2006, vincendo il premio come rivelazione dell'anno. Sei parte di me è stato uno dei singoli di maggior successo nel corso dell'estate, divenendo il secondo più venduto in Italia nel 2006, dietro all'altro singolo del duo Svegliarsi la mattina.
Nel marzo 2007 il brano è inserito nella lista tracce del secondo album in studio del duo, Appena prima di partire.

## Video musicale
Il videoclip, diretto da Cosimo Alemà con la fotografia di Daniele Persica, è ambientato in una cascina di San Quirico d'Orcia, in provincia di Siena, e ha come protagonista il duo circondato da un gruppo di ragazze.

## Tracce
1. Sei parte di me (Matteo Maffucci, Thomas De Gasperi, Danilo Pao, Enrico Sognato)

## Classifiche
| Classifica (2006) | Posizione massima |
| ----------------- | ----------------- |
| Italia            | 1                 |